# Universal Edition
Az Universal Edition (UE) egy komolyzenét publikáló osztrák cég.

## Története
1901-ben alapították Bécsben azzal szándékkal, hogy hazai kiadó biztosítsa a kottaellátottságot az osztrák piacon (előtte ugyanis a piacot szinte 100%-ban lipcsei kiadók birtokolták). A terv olyan jól sikerült, hogy nem sokkal később ez a kiadó lett az egyik legnagyobb (modern zenét is) publikáló kiadó.
1904-ben megvásárolták az Aibl kiadót, ezzel Richard Strauss és Max Reger műveinek kiadási jogait, de igazán Emil Hertzka (cégvezető: 1907-1932) vezetése alatt virágzott fel a cég, ugyanis ők publikálták
- Bartók Béla és Frederick Delius műveit 1908-tól,
- 1909-től pedig Gustav Mahler és Arnold Schönberg is melléjük állt,
- őket követte Anton Webern és Alexander von Zemlinsky 1910-ben;
- Karol Szymanowski 1912-ben,
- végül Leoš Janáček 1917-ben csatlakozott.
- Schönberg összeköttetésének köszönhetően Alban Berg műveit is kiadták.

Azt avantgarde művek publikálása a második világháború után is folytatódott: többek között Luciano Berio, Pierre Boulez, Morton Feldman, Mauricio Kagel, Kurtág György, Ligeti György és Karlheinz Stockhausen műveit adták ki.
A cég foglalkozik historikus zenével is: ők adtak ki a Schott-tal közösen az első Monteverdi-összkiadást, 1972 óta pedig a Wiener Urtext Edition sorozatot publikálják.